# 6177 Fecamp
6177 Fecamp este o planetă minoră (asteroid), cu un diametru de 4,795 km, din centura de asteroizi. A fost descoperită pe 12 februarie 1986 la Observatorul La Silla de Henri Debehogne și a fost numită după Fécamp. 
Obiectul prezintă o orbită caracterizată de o semiaxă mare de 2,2033858 UAi, o excentricitate de 0,08, o înclinație de 5,68118 ° în raport cu ecliptica.